# بيلي رايت
ويليام أمبروز رايت (بالإنجليزية: Billy Wright)‏، من مواليد 6 فبراير 1924 في أيرونبريج في إنجلترا، وتوفي في 3 سبتمبر 1994 في لندن في إنجلترا، لاعب ومدرب كرة قدم إنجليزي سابق.
بدأ مسيرته الكروية مع نادي وولفرهامبتون واندرز في عام 1939، ولعب معهم حتى عام 1959، وشارك معهم في 490 مباراة وسجل 13 هدف. وقد لعب مع منتخب إنجلترا لكرة القدم بين عامي 1946 و1959، وشارك معهم في 105 مباريات وسجل 3 أهداف. وقد درب نادي آرسنال بين عامي 1962 و1966.

## مسيرته الكروية
لعب بيلي رايت خلال مسيرته الاحترافية مع نادِ واحدٍ في أربعة عشر موسمًا وسجل خلالها 13 هدفًا ضمن 490 مباراة. حيث فاز في موسم واحد بالكأس وفي ثلاثة مواسم بالدوري.
خاض بيلي رايت مسيرته مع نادي وولفرهامبتون واندررز في موسم 1939–40 ليلعب معه أربعة عشر موسمًا، مشاركًا في 490 مباراة سجل خلالها 13 هدفًا.

## روابط خارجية
- بيلي رايت على موقع الاتحاد الدولي (مؤرشف)  (الإنجليزية)
- بيلي رايت على موقع قاعدة بيانات كرة القدم.إي يو (الإنجليزية)
- بيلي رايت على موقع ناشيونال فوتبول تيمز (الإنجليزية)